# 철학의 길

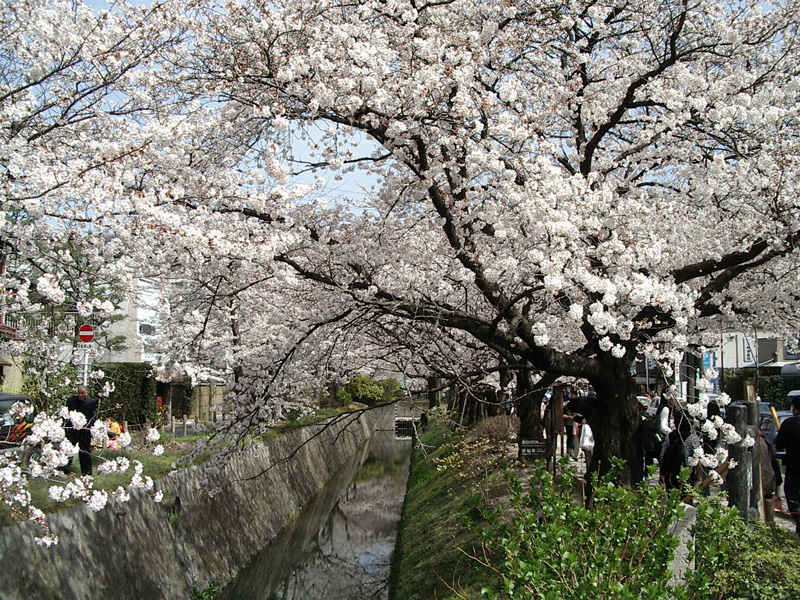
철학의 길

철학의 길(일본어: 哲学の道 데쓰가쿠노미치[*])은 일본 교토시 사쿄구에 있는 산책길이다. 은각사부터 난넨지까지 이어지는 약 2km의 산책로이며, 일본의 철학자 니시다 기타로가 이 길을 산책하면서 사색을 즐겼다고 해서 철학의 길이라는 이름이 붙었다. 봄의 벚꽃풍경과 단풍이 예쁘다고 한다. 